# 哈辛托·艾斯奇維
哈辛托·艾斯奇維（西班牙語：Jacinto Esquivel，1595年12月30日—1633年8月9日:12），又譯作愛斯基委:12:18、艾基水、耶士基佛。是一位道明會的西班牙神父，臺灣西治時期到臺灣北部傳教，並是第一位走出西班牙人堡壘到原住民各社傳教的神父。他並利用羅馬拼音來拼寫「淡水語」教導各地兒童讀寫:12。編有《淡水語辭彙》，並翻譯《淡水語教理書》，此外還在1632年設立「神學院」（學林）。後來在前往日本傳教途中，遭到船員殺害:12。
他在1632年所寫的〈關於艾爾摩莎島情況的報告（Memoria de las cosas pertenecientes al estado de la Isla Hermosa）〉內容豐富，成為研究西班牙在臺歷史必然提及的重要文獻。

## 生平
艾斯奇維神父於1595年出生於西班牙阿拉瓦省的維多利亞，18歲時加入道明會，之後被選派至巴利亞多利德省的聖格雷戈里奥神學院進修:12。
他在1626年前往菲律賓，在聖多默神學院講授神學:12。此外他在馬尼拉時，還向日本籍的神父Santa Maria學習日語。之後他為了前往日本傳教，先於1631年夏來臺等待機會赴日。艾斯奇維來台時，正臨狂風暴雨，他最初在雞籠港灣的社傳教，建立教堂，接著又在社建立教堂，促使該二敵對的社群和平相處，進而將之轉化成教徒:12。在雞籠建立兩座教堂後，他奉命前往西班牙人在淡水的堡壘，他住在堡壘旁的草寮，離開堡壘至鄰近村社傳教，著述當地語言的文法書和語彙書。相傳當地原住民憑著鳥占同意他興建教堂，接著勸服附近的Senar社（位在淡水河口北側的社群，距堡壘一里格），興建玫瑰聖母教堂（Nuestra Señora del Rosario）:12，開創了天主教在雞籠、淡水地區的傳教規模。
1632年，艾斯奇維到北投（Quipatao）一帶傳教:12。新的神父來到淡水後，他被召喚回雞籠，回到社停留一年，此時他與長官胡安·德·阿卡拉索（Juan de Alcarazo）合作，募集六千披索銀幣，設立「聖慈悲兄弟會」，在台灣周遭傳教地域從事慈善事業，並提議設立學校，教育各地小孩讀、寫，宣揚教理。同年他建議在臺灣設立神學院，培養傳教士:12:18。
1633年春，他被派往日本傳教，與方濟會傳教士從雞籠港搭乘漢人船隻前往日本，途中於8月9日、10日之間遭到船員殺害:12:331。